# Parageloiomimus rugulosus
Parageloiomimus rugulosus är en insektsart som först beskrevs av Vitaly Michailovitsh Dirsh 1956.  Parageloiomimus rugulosus ingår i släktet Parageloiomimus och familjen Pamphagidae. Inga underarter finns listade i Catalogue of Life.